# Ossera
Ossera és un nucli del municipi de la Vansa i Fórnols, a l'Alt Urgell, a la vall de la Vansa. El poble es troba en un turó a la vora de la Vall d'Ossera a l'interfluvi d'aquesta i el torrent de la Collada. A 1.250 metres d'altitud al vessant septentrional del Coll del Vernús, dins el massís del Port del Comte. Actualment té 22 habitants i el 1991 n'havia tingut 26.
La població està també dispersa en dues masies aïllades, Cal Pauet, Cal Petit de Madern i el Cortal del Romà, que pertanyen al mateix municipi de la Vansa i Fórnols.
Antigament hi havia hagut l'antic castell d'Ossera, documentat el 1107 quan Ermengol Josbert, fill del Comte de Cerdanya l'infeudà a Galceran de Pinós. Encara s'hi pot trobar l'església de Sant Quirze. Les dones del poble tradicionalment s'havien dedicat a la venda ambulant, per l'Urgellet, de la trementina i l'oli d'avet i foren les últimes de la regió a abandonar aquest mode de vida.
Actualment el poble d'Ossera és com un petit mercat artesanal, dedicat especialment als productes biològics naturals com el formatge de cabra (Formatgeria Serrat Gros, casa Cal Codina), les herbes aromàtiques i medicinals (Peter i Suzzette, casa Cal Nogué) i les obres d'art en pedra (Nico de Winter, casa Cal Peretó).